# Alekhin (cráter)

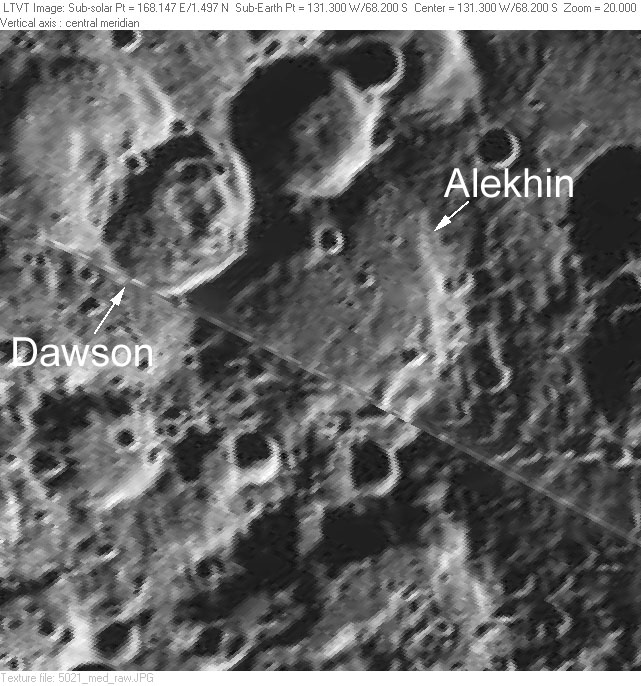
Imagen de la misión Lunar Órbiter 5

Alekhin es un cráter de impacto que se encuentra en el hemisferio sur de la cara oculta de la Luna. Se encuentra al norte del cráter Zeeman y al sursureste de Fizeau. Al oeste se halla Crommelin, y este-sureste aparece Doerfel.

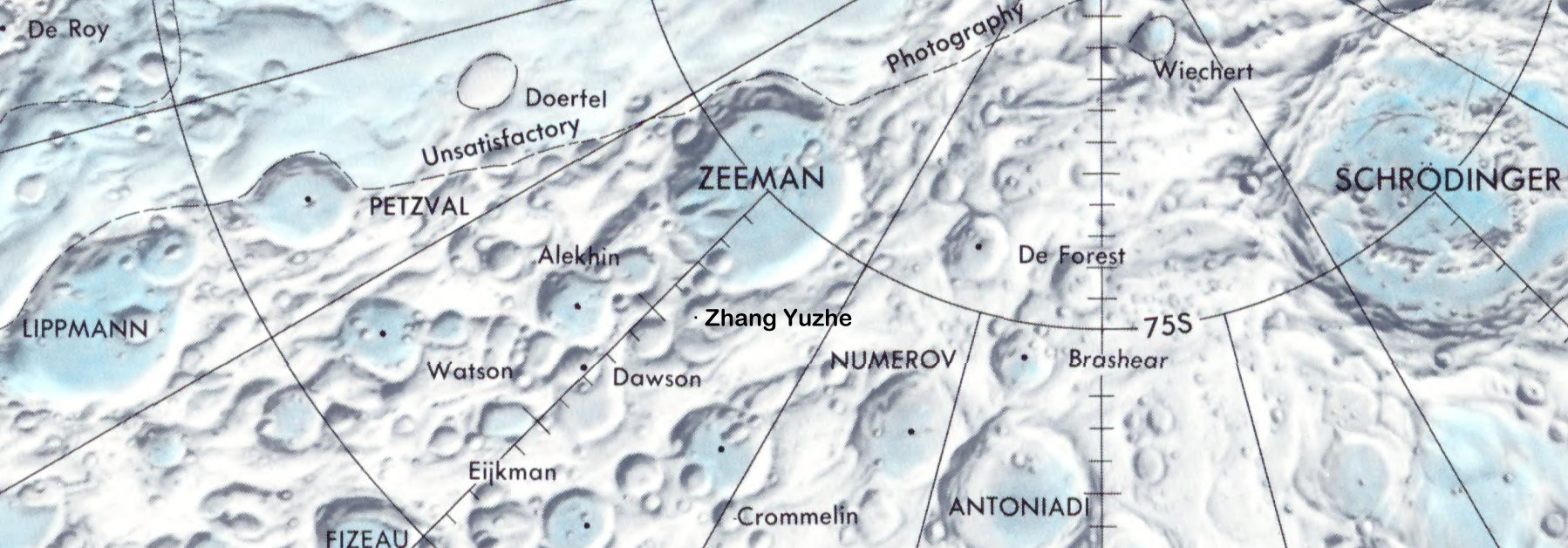
Localización de Alekhin (centro de la mitad izquierda de la imagen)

El borde de Alekhin ha sido fuertemente erosionado por impactos posteriores, hasta el punto de que el borde es poco más que una pequeña elevación curvada sobre la superficie. La pared exterior está completamente cubierta por la pareja de cráteres formada por cráter Dawson que atraviesa el borde noroeste y Dawson D en el sector norte. El borde sur está algo más fuertemente marcado por irregularidades en su superficie que el borde noreste. El suelo interior presenta varios cráteres pequeños.

## Cráteres satélite
Por convención estos elementos son identificados en los mapas lunares poniendo la letra en el lado del punto medio del cráter que está más cercano a Alekhin.
|         | \| Alekhin \| Coordenadas \| Diámetro \| \| ------- \| -------------------------------- \| -------- \| \| E \| 67°12′S 124°06′O / -67.2, -124.1 \| 38 km \| |          |
| Alekhin | Coordenadas | Diámetro |
| E       | 67°12′S 124°06′O / -67.2, -124.1 | 38 km    |

## Véase también

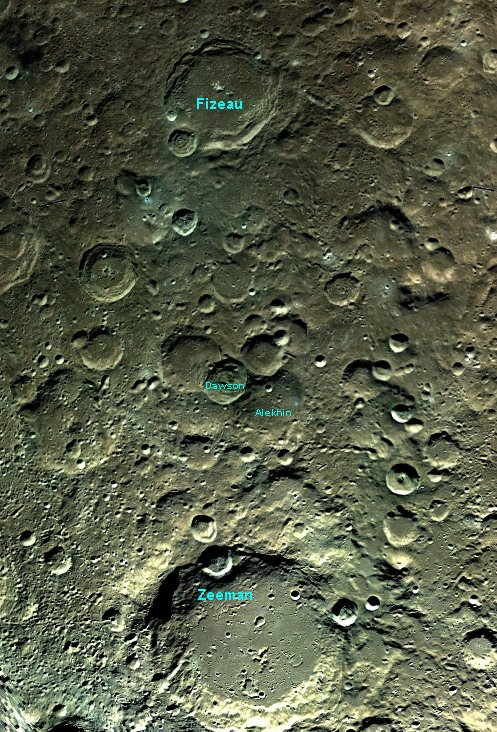
Entorno de Alekhin (centro de la imagen)